# Hrabia Liverpool

## Informacje ogólne
- Dodatkowymi tytułami hrabiego Liverpool są:
  - wicehrabia Hawkesbury
  - baron Hawkesbury
- Najstarszy syn hrabiego Liverpool nosi tytuł wicehrabiego Hawkesbury

Hrabiowie Liverpool 1. kreacji (parostwo Wielkiej Brytanii)
- 1796–1808: Charles Jenkinson, 1. hrabia Liverpool
- 1808–1828: Robert Banks Jenkinson, 2. hrabia Liverpool
- 1828–1851: Charles Cecil Cope Jenkinson, 3. hrabia Liverpool

Hrabiowie Liverpool 2. kreacji (parostwo Zjednoczonego Królestwa)
- 1905–1907: Cecil George Savile Foljambe, 1. hrabia Liverpool
- 1907–1941: Arthur William de Brito Savile Foljambe, 2. hrabia Liverpool
- 1941–1962: Gerald William Frederick Savile Foljambe, 3. hrabia Liverpool
- 1962–1969: Robert Anthony Edward St Andrew Savile Foljambe, 4. hrabia Liverpool
- 1969 -: Edward Peter Bertram Savile Foljambe, 5. hrabia Liverpool

Najstarszy syn 5. hrabiego Liverpool: Luke Foljambe, wicehrabia Hawkesbury